# Djoiezi
Djoiezi – miasto na Komorach, na wyspie Mohéli. Według danych szacunkowych na rok 2009 liczy 3165 mieszkańców.